# Shipa Delivery
Shipa Delivery es una empresa de entregas con sede en los Emiratos Árabes Unidos (EAU). La compañía fue fundada en 2016 por Borhene Ben Mena y fue lanzada por el proveedor global de logística Agility.

## Historia
Tras su lanzamiento en 2016, se enfocó en la entrega de productos electrónicos, artículos de lujo y ropa.
En 2019, la empresa expandió sus operaciones a Kuwait y Arabia Saudita.
En 2020, durante la pandemia de COVID-19, Shipa Delivery amplió sus opciones para incluir productos refrigerados, comestibles, medicamentos, tarjetas bancarias, tarjetas SIM, etc. En agosto de 2021, la empresa abrió su centro de cumplimiento electrónico en Kuwait.
Shipa Delivery ofrece una amplia gama de servicios, que incluyen entrega a pedido, entrega en el mismo día, entrega al día siguiente, pago contra entrega, seguimiento y rastreo, y cumplimiento de comercio electrónico. Shipa Delivery fue nombrada 'Proveedor de entrega de última milla del año' en los 'Premios Landmarks in Logistics' 2022. Ese mismo año, recibió otro premio de Business Tabloid.

## Operaciones
Shipa Delivery es el servicio de entrega de última milla de la plataforma Shipa LLC, que también incluye Shipa Freight, Shipa Ecommerce y Shipa Mall. Agility se comprometió a invertir $100 millones para lanzar la plataforma de logística digital, que permite a las empresas, emprendedores y consumidores gestionar sus envíos de carga, comercio electrónico y entregas urbanas en línea. 
La compañía opera en los Emiratos Árabes Unidos y países del CCG y ofrece servicios de cumplimiento transfronterizo, logística integral y análisis de datos a empresas globales, estadounidenses, europeas, chinas y de Oriente Medio.
A partir de 2023, el CEO de la compañía es Borhene Ben Mena. En 2021, Agility y Shipa anunciaron el lanzamiento de una red de transporte por carretera express y con garantía para conectar empresas y consumidores en todo el CCG. El servicio ofrece a los clientes opciones de carga parcial (LTL) y carga completa (FTL).